# Institución Fernando el Católico
A Institución Fernando el Católico (IFC) é uma entidade cultural dependente da Deputação Provincial de Saragoça e adscrita ao Conselho Superior de Investigações Científicas (CSIC), através da Confederação Espanhola de Centros de Estudos Locais. Foi criada em 1943 para promover a cultura e ciência aragonesas e sofreu diversas modificações nos seus estatutos. A última reforma, publicada no Boletim Oficial da Província de Saragoça em 2006, definiu a instituição como organismo autónomo da Deputação Provincial de Saragoça.
É formada pelo Centro de Estudos Bilbilitanos, Centro de Estudos Comarcais do Baixo Aragão (Caspe, anteriormente denominado Grupo Cultural Caspolino), Centro de Estudos das Cinco Villas, Centro de Estudos Turiasonenses, Centro de Estudos Borjanos e o Centro de Estudos Darocenses. Foi condecorada com a Gravata da Ordem Civil de Afonso X, o Sábio.